# Podina
Podina (cyr. Подина) – wieś w Serbii, w okręgu toplickim, w gminie Žitorađa. W 2011 roku liczyła 706 mieszkańców.